# Deserto Azul
O Deserto Azul é uma área do Deserto do Sinai, aproximadamente a 50km do Mar Vermelho, no clube de Dhahab, onde algumas rochas estão pintadas na cor azul.
O deserto foi criado em 1980, quando passado o Tratado de Paz Israelo-Egípcio de 1979, o artista belga Jean Verame visitou o Sinai para poder pintar um linha de paz. Verame ganhou a permissão do presidente egípcio Anwar Sadat e recebeu uma doação de dez toneladas de tintas das Nações Unidas